# Víctor Jorge Moreno Quiroz
Víctor Jorge Moreno Quiroz es un político peruano.
Nació en la ciudad de Huaraz, Perú, el 18 de diciembre de 1949. Cursó estudios superiores en la Universidad Nacional Santiago Antúnez de Mayolo graduándose de Abogado en 1999.
Participó en las elecciones municipales de 1993 como candidato de la Lista Independiente Frente Cívico Ancashino Nuevo Cambio resultando elegido como alcalde del distrito de Independencia de la provincia de Huaraz, departamento de Áncash, distrito integrado a la zona urbana de la ciudad de Huaraz. En las elecciones municipales de 1995, Moreno fue elegido Alcalde provincial de Huaraz por la Lista Independiente N° 25 Cambio Municipal obteniendo el 37.326% de los votos válidamente emitidos en esa provincia. Ocupó ese cargo hasta el 31 de diciembre de 1998.
Desde entonces ha postulado nuevamente a la alcaldía provincial de Huaraz en las elecciones municipales de 1998 y de 2018 sin éxito. En 1998 quedó en el tercer lugar con el 14.12% de los votos y en el 2018 quedó en decimotercer lugar con sólo el 0.865% de los votos. En las elecciones del 2006 buscó reelegirse como alcalde del distrito de Independencia quedando en sexto lugar con el 5.184% de los votos. Finalmente, participó también en las elecciones regionales del 2002 como candidato a la Presidencia Regional de Áncash por el Partido Democrático Somos Perú quedando en cuarto lugar con sólo el 10.451% de los votos.